# Búsqueda (Uruguay)
Búsqueda („Cercetare”) este un ziar săptămânal uruguayan publicat din 1972.

## Informații generale
Înființat la începutul anilor ’70, când Uruguay era încă dominat de etatism, Búsqueda a căutat să pledeze pentru liberalismul economic. Unul dintre cei mai importanți jurnaliști ai săi a fost Ramón Díaz.
Are acoperire națională și este tipărit pe hârtie tabloidă albă; doar reclamele sunt colorate. Búsqueda obișnuia să prezinte doar știri politice și economice, dar secțiuni de cultură, știință, sănătate, umor și sport au fost adăugate ulterior. Din 2000, o revistă pentru femei, numită Galería, este vândută împreună cu Búsqueda.
Opiniile tind să fie concentrate în articole și editoriale, mai ales cu o viziune liberală clasică. Fotografiile sunt mici și nu sunt folosite niciodată în secțiunile politică și economică. Potrivit The New York Times, sociologul César Aguiar a menționat că „Citibank și Partidul Comunist [din Uruguay] fac reclamă în paginile sale”.
Împreună cu Brecha, este considerat unul dintre cele mai influente ziare săptămânale politice din Uruguay.